# Comtat de Sert
El Comtat de Sert és un títol nobiliari espanyol creat el 28 de novembre de 1904 pel rei Alfons XIII a favor de l'Enginyer Industrial Francesc Sert i Badía.

## Comtes de Sert
|                         | Titular                    | Períod                  |
| Creació per Alfons XIII | Creació per Alfons XIII    | Creació per Alfons XIII |
| ----------------------- | -------------------------- | ----------------------- |
| I                       | Francesc Sert i Badía      | 1904-1919               |
| II                      | Francesc Sert i López      | 1920-1975               |
| III                     | Antoni de Sert i López     | 1976-1978               |
| IV                      | Francisco de Sert i Welsch | 1979-actual titular     |

## Història dels Comtes de Sert
- Francesc Sert i Badía (1863-1919), I comte de Sert.

1. Casat amb Jenara López y Díaz de Quijano. El succeí el seu fill:

- Francesc Sert i López (1894-1975), II comte de Sert. El succeí el seu germà:

- Antoni de Sert i López (1905), III comte de Sert.

1. Casat amb Ana Welsch y Witte. El succeí, per cessió, el seu fill:

- Francisco de Sert y Welsch (n. en 1940), IV comte de Sert.

1. Casat amb Maria del Mar Arnús de Urruela.